# 普里亞克特山

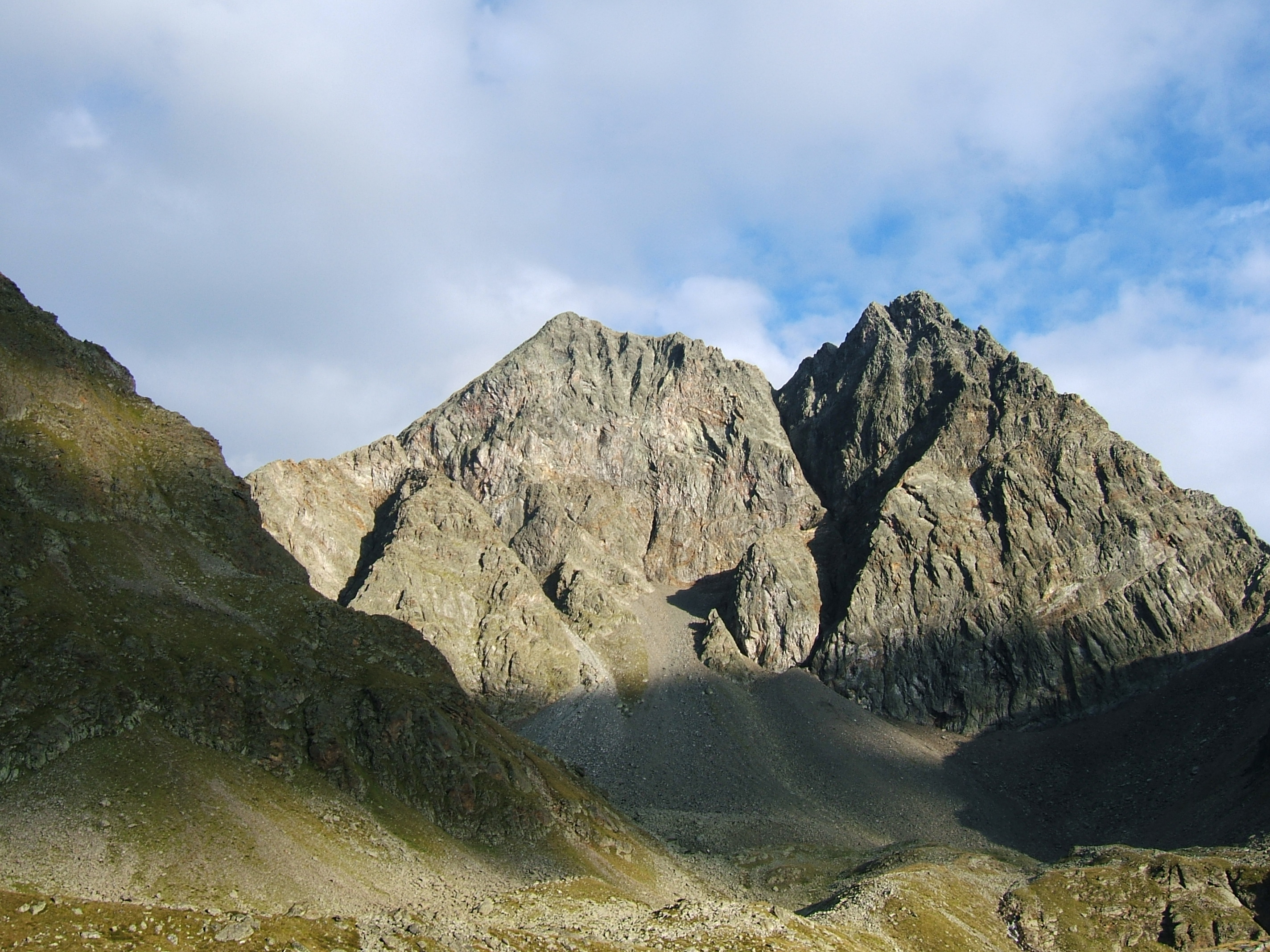

46°54′57″N 12°42′44″E / 46.91583°N 12.71222°E
普里亞克特山（德語：Hoher Prijakt），是奧地利的山峰，位於該國西部，由蒂羅爾州負責管轄，屬於高地陶恩山脈的一部分，海拔高度3,064米，人類在1890年7月29日首次登頂。